# Zahak (shahrestan)
Zahak (persiska: زَهَک), eller Zehak, officiellt Shahrestan-e Zahak (شهرستان زهک), är en delprovins (shahrestan) i Iran. Den ligger i provinsen Sistan och Baluchistan, i den östra delen av landet, och har gräns mot Afghanistan. Administrativt centrum är staden Zahak.
Delprovinsen hade 74 896 invånare 2016.